# SN 2003bt
SN 2003bt – supernowa typu Ia odkryta 9 marca 2003 roku w galaktyce A105522-0739. W momencie odkrycia miała maksymalną jasność 16,70m.